# آخرین رقص
آخرین رقص (انگلیسی: Last Dance) فیلمی در ژانر درام به کارگردانی بروس برسفورد است که در سال ۱۹۹۶ منتشر شد.

## خلاصه فیلم
به دنبال پیدا کردن شغل جدید، به وکیل جوان "ریک هیز" پرونده عفو "سیندی لیگت" زنی جوان که متهم به قتل درجه اول و اعدام است داده می‌شود.وقتی او شروع به تحقیقات می‌کند آن دو رابطه‌ای عمیق با هم برقرار می‌کنند و...